# Шпокалка
Шпокалка (укр. Шпокалка) — село,
Дьяковский сельский совет,
Бурынский район,
Сумская область,
Украина.
Код КОАТУУ — 5920983207. Население по переписи 2001 года составляло 130 человек .

## Географическое положение
Село Шпокалка находится на правом берегу одного из притоков реки Вижлица,
выше по течению на расстоянии в 2,5 км расположено село Новая Александровка,
на противоположном берегу и ниже по течению примыкает село Дьяковка.
Рядом проходит железная дорога, станция Карпиловка.